# Yo! I Killed Your God
Yo! I Killed Your God — концертный альбом Марка Рибо, записанный в период между 1992 и 1994 годами. Альбом выпущен 18 мая 1999 г. на лейбле Tzadik в серии Radical Jewish Culture.

## Список композиций
1. «I Fall To Pieces» — 0:47
2. «Yo! I Killed Your God»" — 2:58
3. «Human Sacrifice» — 10:03
4. «The Wind Cries Mary» — 6:36
5. «Softly As In A Morning Sunrise» — 5:34
6. «Fourth World» — 8:18
7. «Requiem For What’s His Name» — 5:09
8. «Somebody In My House» — 3:10
9. «Clever White Youths With Attitude» — 2:31
10. «Expressionless» — 1:49
11. «Jamon Con Yucca» — 4:12
12. «Pulse» — 8:08
13. «Change Has Come» — 9:07
14. «Mon Petit Punk» — 4:16

## Участники записи

### Трек 1-7
Записано на концерте в CBGB, Нью-Йорк (Ноябрь 1992)
- Марк Рибо: гитара, вокал
- Крис Вуд: гитара
- Себастьян Стейнберг: бас-гитара
- Дуги Боун: барабаны

### Трек 8-9
Записано на концерте в CBGB, Нью-Йорк (Декабрь 1992)
- Марк Рибо: гитара, вокал
- Роджер Клейер: гитара
- Себастьян Стейнберт: бас-гитара
- Джим Пуглиэзе: барабаны

### Трек 10
Записано на концерте в Rote Fabrik, Цюрих (1994)
- Marc Ribot: guitar, vocals
- J.D. Foster: guitar
- Chris Wood: bass
- Jim Pugliese: drums
- Christine Bard: drums

### Трек 11
Записано на концерте в Токио (1994)
- Marc Ribot: guitar, vocals
- J.D. Foster: guitar
- Sebastian Steinberg: bass
- Jim Pugliese: drums
- Christine Bard: drums

### Трек 12-13
Записано на концерте в Нагоя (1994)
- Marc Ribot: guitar, vocals
- J.D. Foster: guitar
- Sebastian Steinberg: bass
- Jim Pugliese: drums
- Christine Bard: drums

### Трек 14
Записано в Low Blood Studio, Нью-Йорк (1994)
- Marc Ribot: guitar, vocals
- Mark Anthony Thompson: bass, sequencer
- Francois Lardeau: drum programming

### Помогали
- John Zorn: продюсер
- Marc Ribot: продюсер
- Kazunori Sugiyama: associate producer
- Mark Anthony Thompson: продюсер (трек 14)
- Allan Tucker: mastering engineer
- Shoichi: photographer
- Danny C: photographer
- Bert Detant: photographer
- Ikue Mori: дизайн